# Tuiná

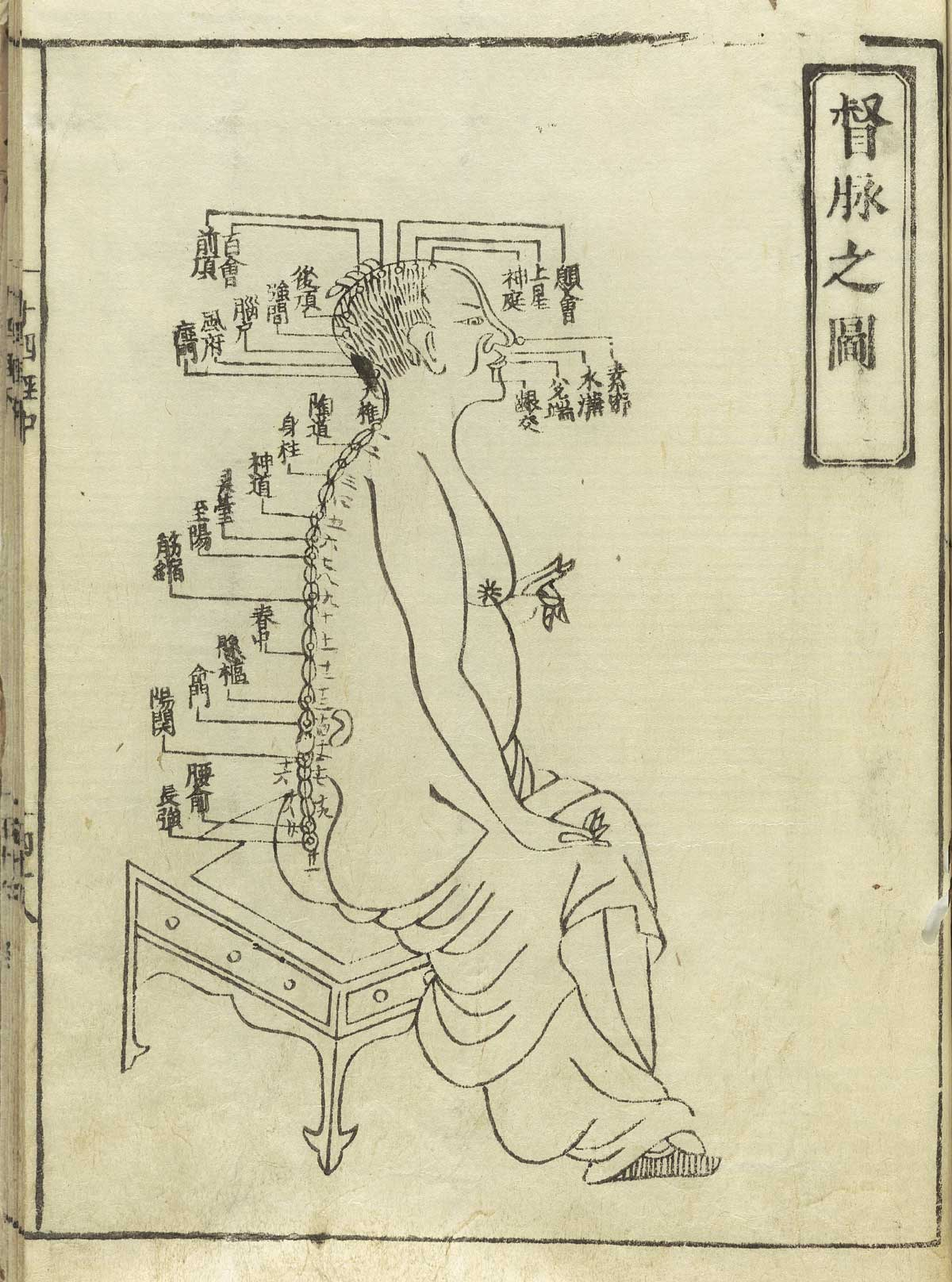
Os mesmos meridianos trabalhados pela Acupuntura são a base do tratamento no Tui Na

Tui Na 推拏 ou 推拿 (também grafado tuiná), é uma forma de massagem chinesa frequentemente utilizada junto com outras técnicas terapêuticas da Medicina Tradicional Chinesa, como a acupuntura, moxabustão, fitoterapia chinesa e qigong.
O Tui Na emprega técnicas de massagem para estimular ou sedar os pontos dos meridianos do paciente, visando o equilíbrio do fluxo de energia por estes canais.
É ensinado nas escolas de acupuntura como parte da capacitação dos alunos para o trabalho em medicina Oriental.
Várias escolas de artes marciais orientais também ensinam o Tui Na a seus alunos mais adiantados para uso pessoal e profissional.
O Mestre Liu Pai Lin, grande divulgador desta técnica no Brasil, afirmava em seus cursos que esta é uma técnica tão importante quanto a acupuntura.
Destacava que o terapeuta de Tui Na que compreenda profundamente os princípios do diagnóstico e do tratamento segundo a medicina tradicional chinesa exerce uma arte terapêutica completa e eficaz.
O Tuiná é definido da seguinte forma pela The English-Chinese Encyclopedia Of Practical Traditional Chinese Medicine - Tuina Therapeutics: "O Tuiná chinês é uma das matérias médicas abrangidas pelas teorias da Medicina Tradicional Chinesa - MTC, na qual, manipulações são usadas para estimular os pontos ou outras partes da superfície do corpo, para corrigir o desequilíbrio fisiológico do mesmo e alcançar efeitos curativos. É uma parte muito importante da MTC. Na China antiga, a terapia era classificada em: medicina interna e medicina externa; o Tuiná está incluído na primeira."

## Indicações de uso do Tuiná
O Tuiná pode ser usado para tratar várias disfunções, entre as quais lesões dos tecidos moles, como também muitos outros tipos de doenças, na cirurgia, ginecologia, neurologia, os cinco órgãos dos sentidos, pediatria, etc. É especialmente satisfatório para pacientes infantis e idosos. No presente, entretanto, o Tuiná chinês está dividido em vários ramos, tais como: adulto, infantil, ortopedia e traumatologia, cosmetologia, prevenção da saúde, reabilitação, medicina esportiva e assim por diante.
O Tuiná em adultos é tradicionalmente usado para tratar diversos problemas de saúde, como: espondilopatia cervical, estiramento lombar, prolapso do disco intervertebral lombar, estiramento lombar agudo, artrite reumatoide, epigastralgia, gastroptose, constipação, hipertensão e sequelas da apoplexia. O tratamento de diabetes, há muito tem sido reportado. Se a colite alérgica e a úlcera duodenal bulbar forem tratados com o Tuiná, a cura será atingida mais rapidamente. Nos anos recentes, este tratamento para a insuficiência coronariana crônica e a angina pectoris foi, também, notavelmente desenvolvido. [carece de fontes?]
O Tuiná nas crianças apresenta efeitos satisfatórios quando usado pra tratar distúrbios do sistema digestivo, como: diarreias, vômito, dor abdominal e obstrução intestinal; apresenta, também, notáveis efeitos quando aplicado no tratamento de deficiência da Vitamina D, distrofia, anorexia, sarampo, tosse, disenteria bacteriana, infecção no trato respiratório superior, bronquite asmática, anemia e febre. Além disso, desempenha um papel evidente em aumentar a imunidade infantil. Depois de tratados com o Tuiná, crianças susceptíveis ao resfriado comum,  devido à baixa função imunológica, podem se manter afastadas do mesmo por um longo tempo. [carece de fontes?]

## Contra-indicações do Tuiná
Conforme a Enciclopédia Chinesa de Tuiná, as contra-indicaçãos não são absolutas na terapia pelo Tuiná. Para algumas doenças, a terapia pode ser usada como medida auxiliar para aumentar o efeito curativo e eliminar sintomas. Na prática clínica, deve-se prestar atenção ao seguinte:
- Geralmente falando, não é recomendável tratar pacientes com câncer.
- Tumores malignos, tuberculose e piemia.
- Não tratar doenças transmissíveis agudas ou crônicas, tal como a hepatite.
- Doenças infecciosas, como erisipela, artrite supurativa e medullitis.
- Doenças hemorrágicas diversas, tais como úlcera gástrica no período de sangramento, hematúria e hematoquézia.
- Queimadura e dermatite ulcerativa.
- Sangramento devido a trauma.
- Região sacrolombar e abdominal da mulher em período menstrual ou gravidez.
- Não manipular aqueles pontos que possam induzir à interrupção da gravidez nos três primeiros meses.

### O Tuiná preventivo

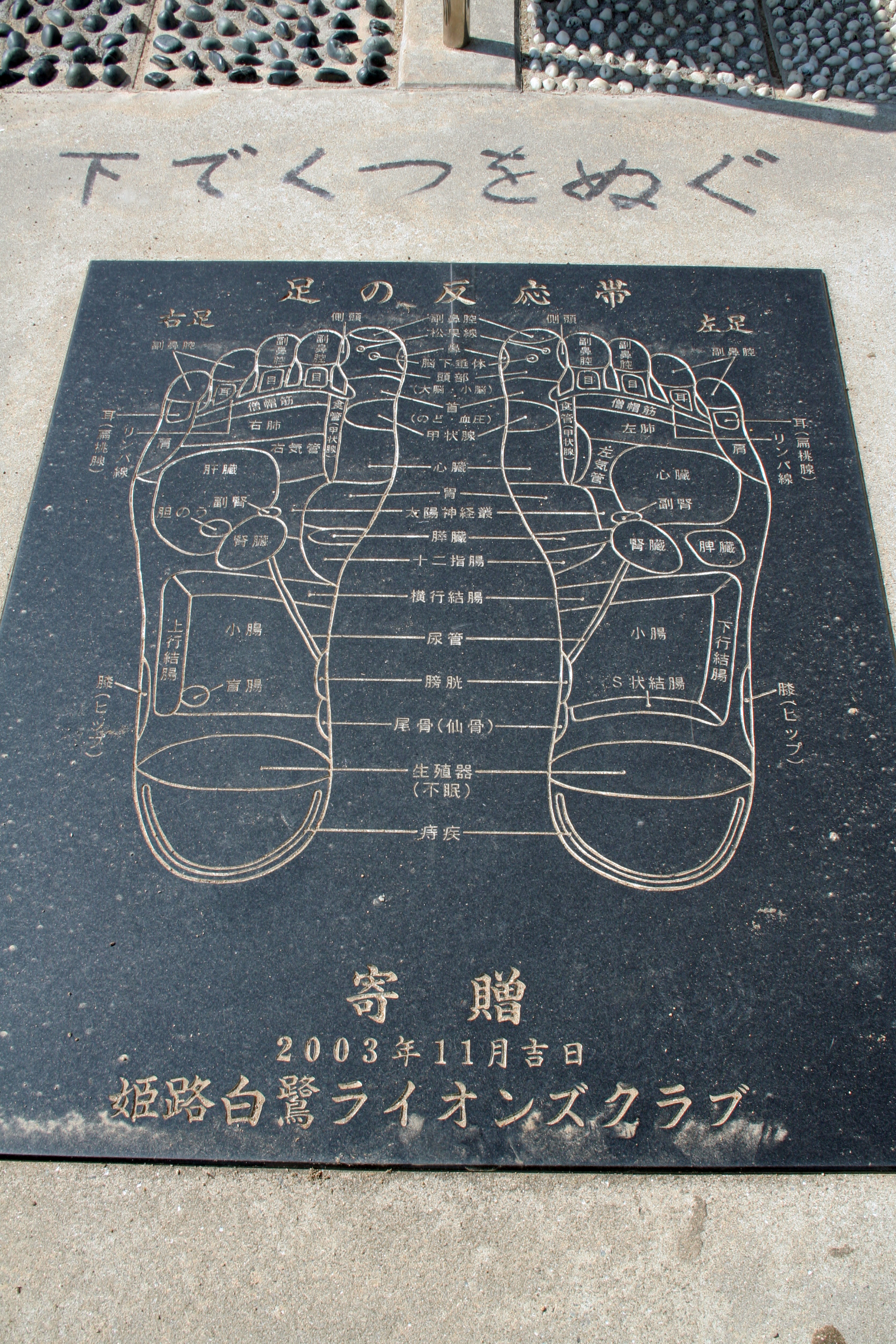
Em diversos países no oriente há parques como este com pedrinhas para a prática de auto-massagem preventiva. O desenho indica a relação dos pontos dos pés com o organismo segundo os princípios de reflexologia do Tui Na.

O Tuiná pode ser usado não somente para tratar doenças, mas para proteger a saúde e desenvolver o corpo, de forma que uma doença possa ser contida no seu início. 
Em seu livro Jin Yao Lue, Zhang Zhongjing, um famoso médico da Dinastia Han (206 a.C - 220 d.C), assinalou: "assim que uma sensação de peso é sentida nos membros, Daoyin, Tuna, Zhenjiu e Gaomo  -- massagens aplicadas por meio de unguentos --  todos os quais são métodos terapêuticos, são executados com a finalidade de prevenir a obstrução dos nove orifícios, repelindo a doença no seu início". Isto mostra que o Tuiná (de auto-terapia) era extensamente usado naquele tempo como meio de prevenir doenças e proteger a saúde. Nossos antepassados mantinham o fluxo de "Qi" fluindo livremente, fortalecendo os tendões e ossos e livrando-se da fadiga e inquietude por praticar a auto-terapia, com a finalidade de prevenir doenças e prolongar a vida. Uma das essências da ciência de prevenção e cura na Medicina Tradicional Chinesa é: prevenção primeiro e tratamento depois, o que foi bem explanado acima. Os frutos da moderna medicina para idosos e medicina esportiva sugerem que a necessária condição do estado mental dos idosos, perante as doenças, deve ser encontrada; por isso o Tuiná preventivo, para os idosos, deve ser desenvolvido o mais cedo possível com métodos satisfatórios".

## Efeitos do Tuiná
O Tuiná tem o efeito de dupla direção na regulação do função corporal. Por exemplo: o Tuiná aplicado nos Acupontos correspondentes no abdômen e nas costas ou, nos membros superiores dos pacientes com hiperperistalse ou hipoperistalse, pode aumentar ou diminuir a peristalse anormal, fazendo-a retornar ao estado normal. A função fisiológica anormal do corpo é geralmente devido a doenças causadas por bactéria, vírus, protozoário ou fatores químicos e físicos. Os medicamentos podem ser usados para conter o crescimento da bactéria ou vírus ou eliminá-los. Mas isso não assegura que a função fisiológica anormal será naturalmente corrigida. É por isso que a cura é mais demorada quando alguma doença for tratada somente com medicamentos. Neste caso, se o Tuiná for acrescentado, a cura virá mais cedo. As teorias da Medicina Tradicional Chinesa acreditam que o Tuiná aja nos Pontos, canais e colaterais ao longo do corpo, regulando o funcionamento dos órgãos internos. Isto é, o Tuiná pode desobstruir os Canais e Colaterais, promovendo a circulação sanguínea e regulando o Yin e o Yang, para que a função do corpo volte ao normal.
Pesquisas modernas provam que o Tuiná melhora a microcirculação do sangue e do sistema linfático, que traz recuperação mais rápida para as várias lesões dos tecidos moles, tais como o deslocamento e a contusão. Além disso, porque o Sistema Nervoso, controlando a microcirculação dos órgãos internos, se conecta com a pele. O Tuiná, aplicado em pontos certos sobre a superfície do corpo, pode regular também a microcirculação dos órgãos internos que ajusta o funcionamento dos mesmos. É por isso que o Tuiná, podendo exercer efeito no Sistema Nervoso Central, pode ser usado para provocar anestesia, para baixar a febre nas crianças, ajustando a temperatura do corpo e para tratar a hipertensão e a neurose. 
Altas dosagens de medicamentos químicos, usados por muito tempo, pode resultar em resistência à droga e os efeitos colaterais de algumas drogas pruduzirão sérias seqüelas. Porém, o Tuiná não só não produz efeitos colaterais, como pode aumentar a imunidade do corpo, ajustando as funções do mesmo. Por isso, o Tuiná é barato, altamente eficaz, benéfico, uma medicação ideal e sem efeitos colaterais.
No presente momento, muitas coisas podem ser feitas no campo do Tuiná. Primeiro, o mecanismo do Tuiná precisa ser investigado à luz das modernas teorias médicas. Segundo, o Tuiná deve ser usado para tratamento de mais doenças, em práticas clínicas, para alargar o alcance de suas indicações. Terceiro, o Tuiná deveria ser expandido para o resto do mundo, para que as pessoas fora da China possam apreciar o que este tratamento médico significa. Finalmente, mais instrumentos usados para o tratamento, experimentos, pesquisas científicas e o ensino do Tuiná deveriam ser desenvolvidos. 